# Camp militaire Kididiwe
Le Camp militaire Kididiwe est une base stratégique des Forces armées de la république démocratique du Congo (FARDC), située dans la province du Nord-Kivu, à l'est de la république démocratique du Congo (RDC). Établi dans une région en proie à des conflits armés, ce camp est devenu un symbole des efforts militaires visant à sécuriser la zone contre les multiples groupes armés opérant dans l'est du pays.

## Histoire

### Origines
Le camp militaire de Kididiwe a été établi pour répondre à l'instabilité croissante dans la région. Il s'est progressivement développé comme une base importante pour coordonner les opérations militaires contre les groupes armés opérant autour de Goma et des zones environnantes.

### Conflits récents
Le camp a acquis une importance notable lors des combats entre les FARDC et le Mouvement du 23 mars (M23), un groupe rebelle actif dans le Nord-Kivu.
En janvier 2019, les FARDC ont pris le contrôle de Kididiwe, qui était auparavant une base stratégique du M23. Cette victoire a marqué un tournant dans la lutte contre les rebelles dans la région et a renforcé la position de l'armée congolaise. Depuis lors, le camp est resté sous le contrôle des FARDC, bien qu’il ait été la cible de plusieurs attaques sporadiques par divers groupes armés.

## Localisation
Le camp de Kididiwe est situé à environ 20 kilomètres au nord-est de Goma, la capitale provinciale du Nord-Kivu. Il est positionné sur des hauteurs stratégiques offrant une vue dominante sur les environs, ce qui en fait un emplacement clé pour le contrôle de la région.

### Accès
Kididiwe est relié à Goma par des routes principalement non goudronnées, ce qui rend son accès difficile, surtout pendant la saison des pluies. Cependant, sa proximité avec Goma en fait un point crucial pour le déploiement rapide de troupes et le soutien logistique.

## Rôle actuel

### Base militaire stratégique
Kididiwe est une position stratégique pour la coordination des opérations militaires contre les groupes armés tels que le M23, les Forces démocratiques alliées (ADF), et d'autres milices locales. Sa localisation sur les hauteurs permet aux FARDC de surveiller les mouvements ennemis et de sécuriser les principales routes reliant Goma aux zones périphériques.

### Protection des civils
Outre son rôle militaire, le camp joue également un rôle crucial dans la protection des populations civiles vivant dans la région, qui sont fréquemment exposées aux violences des groupes armés.

### Entraînement militaire
Le camp de Kididiwe sert également de centre d'entraînement pour les nouvelles recrues des FARDC, qui y reçoivent une formation adaptée aux défis spécifiques de la lutte contre les groupes armés opérant dans les forêts et montagnes du Nord-Kivu.

## Défis
Malgré son importance stratégique, le Camp militaire Kididiwe fait face à plusieurs défis majeurs :
- Conflits persistants : La région reste instable, et le camp est régulièrement menacé par les offensives des groupes armés.
- Manque d'équipements : Les FARDC souffrent souvent d'un manque de moyens logistiques et matériels, ce qui affecte leur capacité à maintenir un contrôle total sur la zone.
- Relations avec les civils : Des tensions existent entre les militaires stationnés à Kididiwe et les populations locales, souvent alimentées par des allégations de violations des droits humains.

## Importance stratégique
Le Camp militaire Kididiwe est considéré comme un point névralgique dans la lutte pour la stabilisation de l'est de la RDC. Sa position stratégique en fait un atout pour contenir l'expansion des groupes armés et sécuriser les routes reliant Goma à d'autres localités importantes.